# 정설빈
정설빈(1990년 1월 6일~)은 대한민국의 여자 축구 선수로, 포지션은 공격수이다. 2011년 개명하기 전까지의 이름은 정혜인이며, 현재 WK리그 인천 현대제철 레드엔젤스에서 뛰고 있다.이후 2024년 세종 스포츠토토로 이적하였다.

## 학력
- 동산정보산업고등학교 졸업
- 한양여자대학교 졸업

## 선수 경력
- 2015년 2월 1일 기준

### 클럽
| 클럽            | 시즌 | WK리그 | WK리그 | 전국여자축구선수권대회 | 전국여자축구선수권대회 | 전국체육대회 | 전국체육대회 | 통산 | 통산 |
| 클럽            | 시즌 | 출장   | 득점   | 출장                   | 득점                   | 출장         | 득점         | 출장 | 득점 |
| --------------- | ---- | ------ | ------ | ---------------------- | ---------------------- | ------------ | ------------ | ---- | ---- |
| 인천 레드엔젤스 | 2010 | 13     | 5      | 0                      | 0                      | 0            | 0            | 13   | 5    |
| 인천 레드엔젤스 | 2011 | 21     | 7      | 5                      | 3                      | 2            | 0            | 28   | 10   |
| 인천 레드엔젤스 | 2012 | 22     | 3      | 5                      | 2                      | 4            | 2            | 31   | 7    |
| 인천 레드엔젤스 | 2013 | 21     | 5      | 3                      | 2                      | 1            | 0            | 25   | 7    |
| 인천 레드엔젤스 | 2014 | 25     | 7      | 4                      | 3                      | 3            | 1            | 32   | 11   |
| 인천 레드엔젤스 | 2015 |        |        |                        |                        |              |              |      |      |
| 통산            | 통산 | 102    | 27     | 17                     | 10                     | 10           | 3            | 129  | 40   |

### 국가대표팀
- 2006년 피스퀸컵 국가대표
- 2007년 AFC U-19 여자 챔피언십 국가대표
- 2009년 AFC U-19 여자 챔피언십 국가대표
- 2010년 FIFA U-20 여자 월드컵 국가대표
- 2010년 동아시아 여자 축구 선수권 대회 국가대표
- 2010년 AFC 여자 아시안컵 국가대표
- 2013년 키프로스컵 국가대표
- 2014년 아시안 게임 여자 축구 국가대표
- 2015년 키프로스컵 국가대표
- 2015년 FIFA 여자 월드컵 국가대표

## 국가대표팀 득점 기록
- 2015년 7월 1일 기준
- 득점과 결과 리스트는 대한민국 여자 축구 국가대표팀의 득점을 먼저 기록

| #  | 일시            | 장소                 | 상대 국가              | 득점 | 결과 | 경기 형식                                  |
| -- | --------------- | -------------------- | ---------------------- | ---- | ---- | ------------------------------------------ |
| 1  | 2007년 6월 3일  | 일본, 도쿄도         | 일본                   | 1-6  | 1-6  | 2008년 하계 올림픽 지역 예선               |
| 2  | 2007년 7월 1일  | 괌, 괌               | 중화 타이베이          | 4-1  | 4-1  | 2008년 동아시아 여자 축구 선수권 대회 예선 |
| 3  | 2010년 5월 23일 | 중국, 청두시         | 베트남                 | 4-0  | 5-0  | 2010년 AFC 여자 아시안컵                   |
| 4  | 2011년 9월 8일  | 중국, 지난 시        | 태국                   | 1-0  | 3-0  | 2012년 하계 올림픽 지역 예선               |
| 5  | 2013년 1월 14일 | 중국, 충칭시         | 캐나다                 | 3-0  | 3-1  | 친선경기                                   |
| 6  | 2014년 9월 14일 | 대한민국, 인천광역시 | 태국                   | 1-0  | 5-0  | 2014년 아시안 게임                         |
| 7  | 2014년 9월 17일 | 대한민국, 인천광역시 | 인도                   | 6-0  | 10-0 | 2014년 아시안 게임                         |
| 8  | 2014년 9월 17일 | 대한민국, 인천광역시 | 인도                   | 10-0 | 10-0 | 2014년 아시안 게임                         |
| 9  | 2014년 9월 21일 | 대한민국, 인천광역시 | 몰디브                 | 1-0  | 13-0 | 2014년 아시안 게임                         |
| 10 | 2014년 9월 29일 | 대한민국, 인천광역시 | 조선민주주의인민공화국 | 1-0  | 1-2  | 2014년 아시안 게임                         |
| 11 | 2014년 10월 1일 | 대한민국, 인천광역시 | 베트남                 | 2-0  | 3-0  | 2014년 아시안 게임                         |

## 수상 경력

### 클럽

#### 인천 레드엔젤스
- WK리그 우승 2회: 2013, 2014
- WK리그 준우승 3회: 2010, 2011, 2012
- 전국여자축구선수권대회 우승 1회: 2012
- 전국여자축구선수권대회 준우승 1회: 2011
- 전국체육대회 우승 2회: 2012, 2014

### 국가대표팀
- 2007년 AFC U-19 여자 챔피언십 4위
- 2009년 AFC U-19 여자 챔피언십 준우승
- 2010년 FIFA U-20 여자 월드컵 3위
- 2014년 아시안 게임 여자 축구 동메달

### 개인
- 2011년 전국여자축구선수권대회 득점왕
- 2011년 WK리그 올스타전 출전